# アーバード県
アーバード県（アーバードけん、アワト県）は、中華人民共和国新疆ウイグル自治区アクス地区に位置する県。

## 行政区画
5鎮、3郷を管轄：
- 鎮：アワト鎮（阿瓦提鎮）、ギョルチョル鎮（烏魯却勒鎮）、バイシエリク鎮（拝什艾日克鎮）、タムトグラク鎮（塔木托格拉克鎮）、イェンギエリク鎮（英艾日克鎮）
- 郷：アイバグ郷（阿依巴格郷）、ドラン郷（多浪郷）、バグトグラク郷（巴格托格拉克郷）

## 交通

### 鉄道
- 中国国家鉄路集団
  - 阿阿線

### 道路
- 国道
  - G580国道

## 事件
2014年1月15日、警察の派出所所長に面会を求めたウイグル族と警官との間で衝突が発生、ウイグル族の3人が死亡。警官2人も負傷。